# Batolite di Chilliwack
Il batolite di Chilliwack è un esteso batolite che forma la maggior parte del gruppo montuoso delle North Cascades, la componente settentrionale della catena delle Cascate, a cavallo tra la Columbia Britannica, in Canada, e lo stato americano di Washington.
Il batolite deriva il suo nome dalla valle del fiume Chilliwack, dove si trovano abbondanti affioramenti delle sue rocce. Non ci sono invece affioramenti attorno alla cittadina di Chilliwack.
Il batolite di Chilliwack fa parte della cintura vulcanica di Pemberton e rappresenta la più estesa massa di roccia intrusiva dell'arco vulcanico delle Cascate.
L'età del batolite è compresa tra 26 e 29 milioni di anni.